# 李堅 (正統進士)
李堅（1416年—？），字景義，河南南陽府唐縣人，民籍，明朝政治人物。進士出身。

## 生平
河南鄉試第九名。正統十三年（1448年）戊辰科會試第一百六名，殿試登進士第三甲第六十八名。

## 家族
曾祖父李文舉。祖父李和。父亲李實，曾任趙州知州。